# 5350 Epetersen
5350 Epetersen este un asteroid din centura principală de asteroizi.

## Descriere
5350 Epetersen este un asteroid din centura principală de asteroizi. A fost descoperit pe 3 aprilie 1989 la Observatorul La Silla de Eric Walter Elst. El prezintă o orbită caracterizată de o semiaxă mare de 2,23 ua, o excentricitate de 0,13 și o înclinație de 2,5° în raport cu ecliptica.